# Vichtis prästgård
Vichtis prästgård (finska: Vihdin pappila) är en gammal prästgård i Vichtis kommun, Finland. Prästgården som byggdes 1855 ligger bakom Vichtis församlingshus nära sjön Hiidenvesi i Vichtis kyrkby. Byggnaden ägs av Vichtis församling som bland annat ordnar familjeverksamhet i huset. Församlingen hyr även ut huset för olika evenemang.

## Historia
Den nuvarande prästgården byggdes 1855 och den ersatte de gamla byggnaderna som befann sig i dåligt skick. Ritningar för Vichtis prästgård gjordes av Intendentsämbetet men byggnaden har senare utbyggts. År 1938 renoverades prästgårdens gamla bakstuga till kantorsbostad. Det gamla magasinet i tre våningar, som ligger på prästgårdens mark, ritades av kapten C.F. Arnkihl. Magasinet härstammar från år 1811.
Vichtis prästgård är delvis i två våningar och byggt i timmer. Den har en veranda med vackra fönster.
Prästgården tillhör Vichtis kyrkbys och Vanhala odlingslandskaps värdefulla kulturmiljö som är skyddad av Museiverket.